# براود بويز
براود بويز أو الأولاد الفخورون هي جماعة يمين متطرفة يتشكل جل أعضائها من الذكور فقط، تعد الجماعة مناصرة لأيديولوجية الفاشية الجديدة و«الدفاع عن القيم الغرب» و «رفض الاعتذار عن خلق العالم الحديث» ومؤيدة لتوجهات دونالد ترامب، كما تروج وتشارك في العنف السياسي في الولايات المتحدة. برزت الجماعة حديثا وبالرغم من رفضها للعنصرية رسميًا، إلا أن العديد من أعضائها ينتمون إلى جماعات سيادة العرق الأبيض مما حذى بمجتمع الاستخبارات الأمريكي إلى وصفهم «بأخطر مجموعة متعصبة للبيض».
تأسست المجموعة في عام 2016 من خلال مجلة تاكي ذات التوجه اليميني المتطرف تحت قيادة المؤسس المشارك لشركة إعلام فايس الكندية والمعلق السابق غافن ماكننيس الذي وصفها بأنها أخوية أو «نادي للرجال»، فيما اشتق اسمها من أغنية "Proud of Your Boy" من عرض مسرحية ديزني الموسيقية علاء الدين لعام 2011.
على الرغم من ظهور الجماعة كجزء من جماعة اليمين البديل، إلا أن غافن ماكننيس نأى بنفسه عن هذه الحركة في أوائل عام 2017، قائلاً إن تركيز جماعة الأولاد الفخورون كان على «القيم الغربية» أو "alt-light" (أي الحق الجديد) وليس اليمين البديل المرتكز على العرق.
أدت أحداث احتجاجات شارلوتسفيل المؤيدة لسيادة العرق الأبيض عام 2017 إلى محاولة الجماعة تكثيف جهودها بغية تغيير نهجها المرتبط بالمتعصبين البيض.
منذ أوائل عام 2019، تولى إنريكي تاريو منصب رئيس مجلس إدارة الجماعة.